# 쿠안자플라이쥐
쿠안자플라이쥐(학명: Otomys cuanzensis)는 설치류의 일종이다. 앙골라에서만 발견된다. 자연 서식지는 아열대 또는 열대 기후 지역의 고지대 초원과 습지이다.

## 특징
원래 별도의 종으로 기술되었지만 나중에 남아프리카플라이쥐의 아종으로 포함되었고 이후 큰플라이쥐의 이명으로 간주되었다가 다시 별도의 종으로 분류되었다. 남아프리카플라이쥐와 겉모습이 유사하고 크기도 비슷하지만 털이 갈색빛을 띠고 코뼈가 좁다.

## 분포
앙골라 중부 지역에서 발견된다.